# Whoosh!
Whoosh! es el vigésimo primer álbum de estudio de la banda británica de hard rock Deep Purple. Fue publicado el 7 de agosto de 2020 y  fue producido por Bob Ezrin. El lanzamiento estaba originalmente programado para el 12 de junio de 2020, pero fue pospuesto debido a la COVID-19.

## Lista de canciones
| N.º | Título                           | Duración |  |
| 1.  | «Throw My Bones»                 | 3:38     |  |
| 2.  | «Drop the Weapon»                | 4:23     |  |
| 3.  | «We're All the Same in the Dark» | 3:44     |  |
| 4.  | «Nothing at All»                 | 4:42     |  |
| 5.  | «No Need to Shout»               | 3:30     |  |
| 6.  | «Step by Step»                   | 3:34     |  |
| 7.  | «What the What»                  | 3:32     |  |
| 8.  | «The Long Way Round»             | 5:39     |  |
| 9.  | «The Power of the Moon»          | 4:08     |  |
| 10. | «Remission Possible»             | 1:38     |  |
| 11. | «Man Alive»                      | 5:35     |  |
| 12. | «And the Address»                | 3:35     |  |
| 13. | «Dancing in My Sleep»            | 3:51     |  |

## Componentes
- Ian Paice – batería
- Ian Gillan – voz, armónica
- Roger Glover – bajo
- Steve Morse – guitarra
- Don Airey – teclados